# ケンタウルス座A
ケンタウルス座A（NGC 5128、Caldwell 77）は、ケンタウルス座に位置する電波銀河である。

## 概要
ジョン・ボルトンらによって、ケンタウルス座Aとして知られていた電波源がNGC5128と一致していることが確認された。
2つの銀河が衝突している現場であり、また太陽が放出している光エネルギーの5,000万倍の電波エネルギーを放出している強い電波源であることが知られている。
これまでの観測では、銀河の衝突によりスターバーストが起きていることや巨大な宇宙ジェットが観測されていることなどから、中心に太陽の1千万倍の質量を持つ超大質量ブラックホールがあると考えられている。
口径8cmの望遠鏡では丸い形に中央東側から黒い切れ込みが入っているように見える。

## 画像

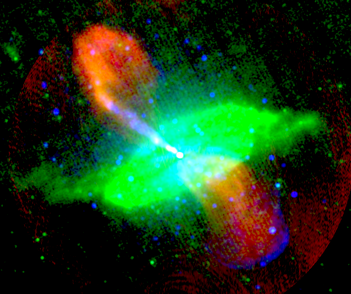
ケンタウルス座A。赤色は電波、緑色は赤外線、青色はX線。
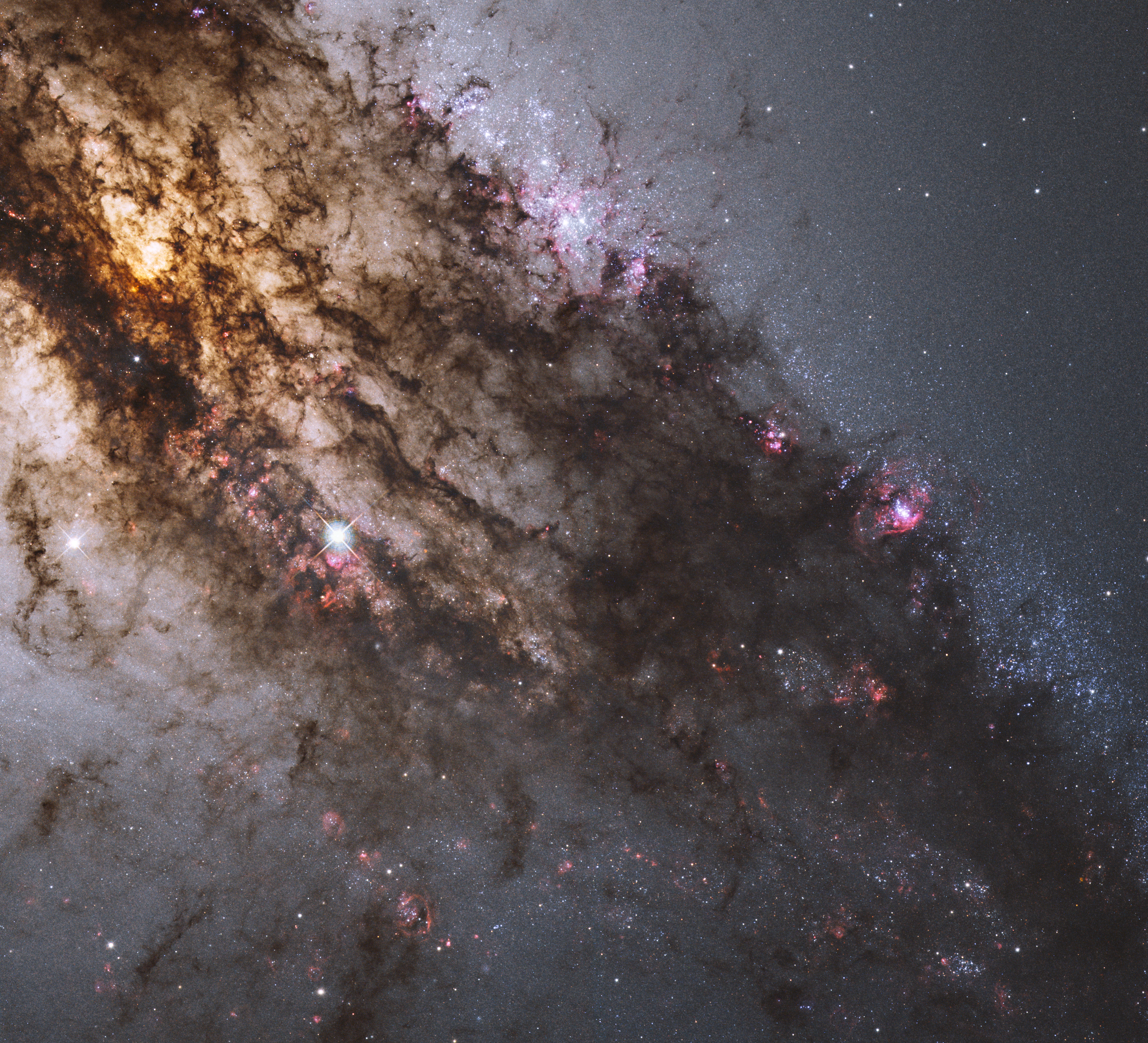
ハッブル撮影
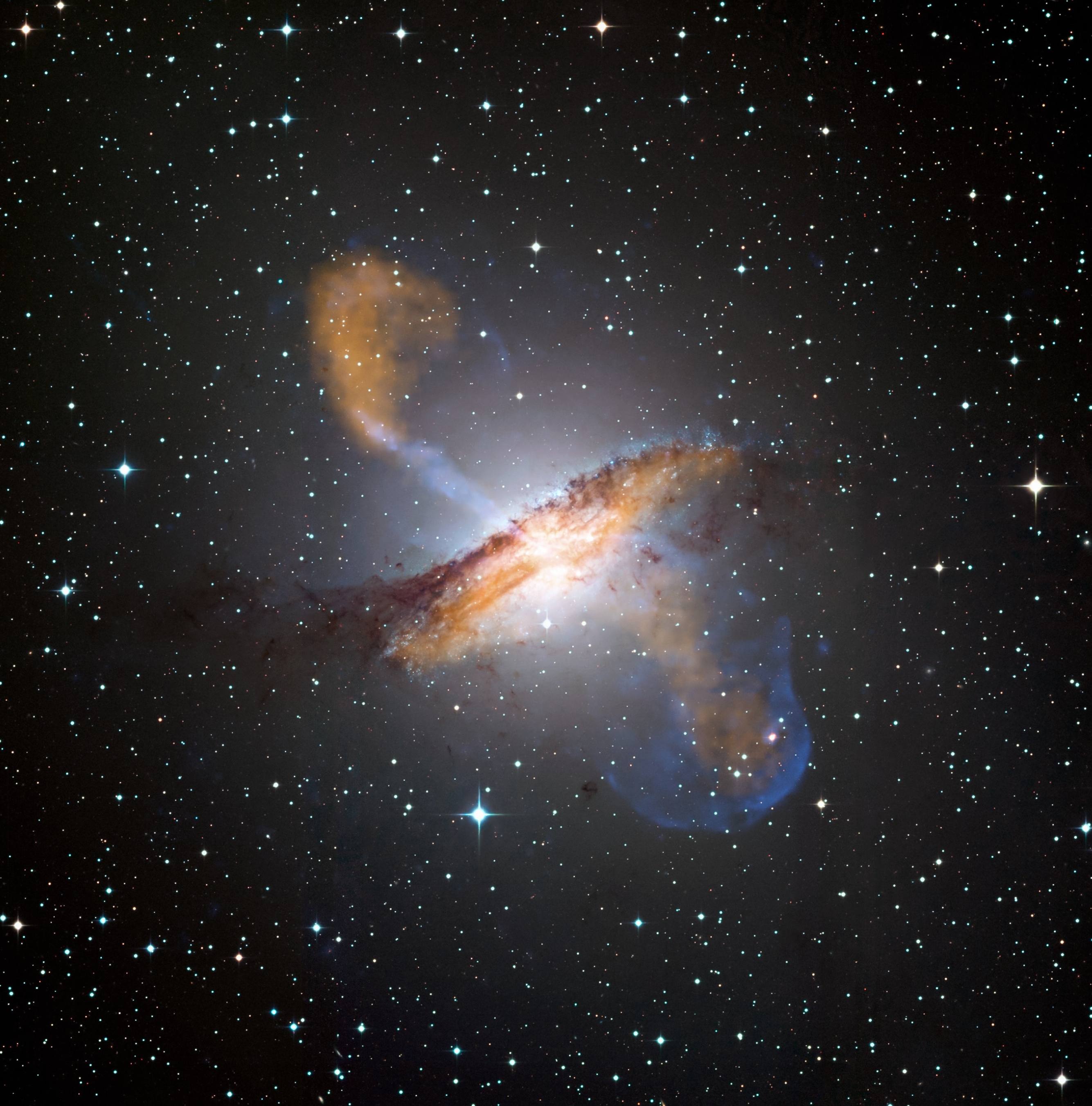
ヨーロッパ南天天文台 (ESO) によるケンタウルス座Aのカラー合成画像。